# Murawy
Murawy [pronunciación en polaco: /muˈravɨ/] es un pueblo ubicado en el distrito administrativo de Gmina Piątnica, dentro del condado de Łomża, Voivodato de Podlaquia, en el noreste de Polonia. Se encuentra a unos 8 kilómetros al norte de Piątnica, a 12 kilómetros al norte de Łomża, y a 74 kilómetros al oeste de la capital regional Białystok.